# Terellia nigripalpis
Terellia nigripalpis är en tvåvingeart som beskrevs av Friedrich Georg Hendel 1927. Terellia nigripalpis ingår i släktet Terellia och familjen borrflugor.
Artens utbredningsområde är Turkiet. Inga underarter finns listade i Catalogue of Life.